# Обезлесяване
Обезлесяването е процес на изсичане на единични дървета и горски масиви, извършван от човека.
Обезлесяването е процес, който се случва по целия свят и засяга много фактори като климата, албедото на Земята, концентрацията на въглероден диоксид в земната атмосфера и други. Обезлесяването е обратното действие на залесяването.
Има вреден ефект върху околната среда, тъй като по този начин се намаляват дърветата, които произвеждат кислород, унищожават се горите, които са дом на много животни, като така се позволява и на ветровете безпрепятствено да преминават през пространството. В планините обезлесяването често е причина за свлачища и срутища.
Сред най-засегнатите райони, където процесът на обезлесяване е най-осезаем, това са екваториалните гори и по-специално Амазонската джунгла в Бразилия. Най-новите анализи на сателитни изображения показват, че обезлесяването на Амазонската джунгла протича 2 пъти по-бързо спрямо предварителните изчисления на учените.